# Bój pod Hłybowem

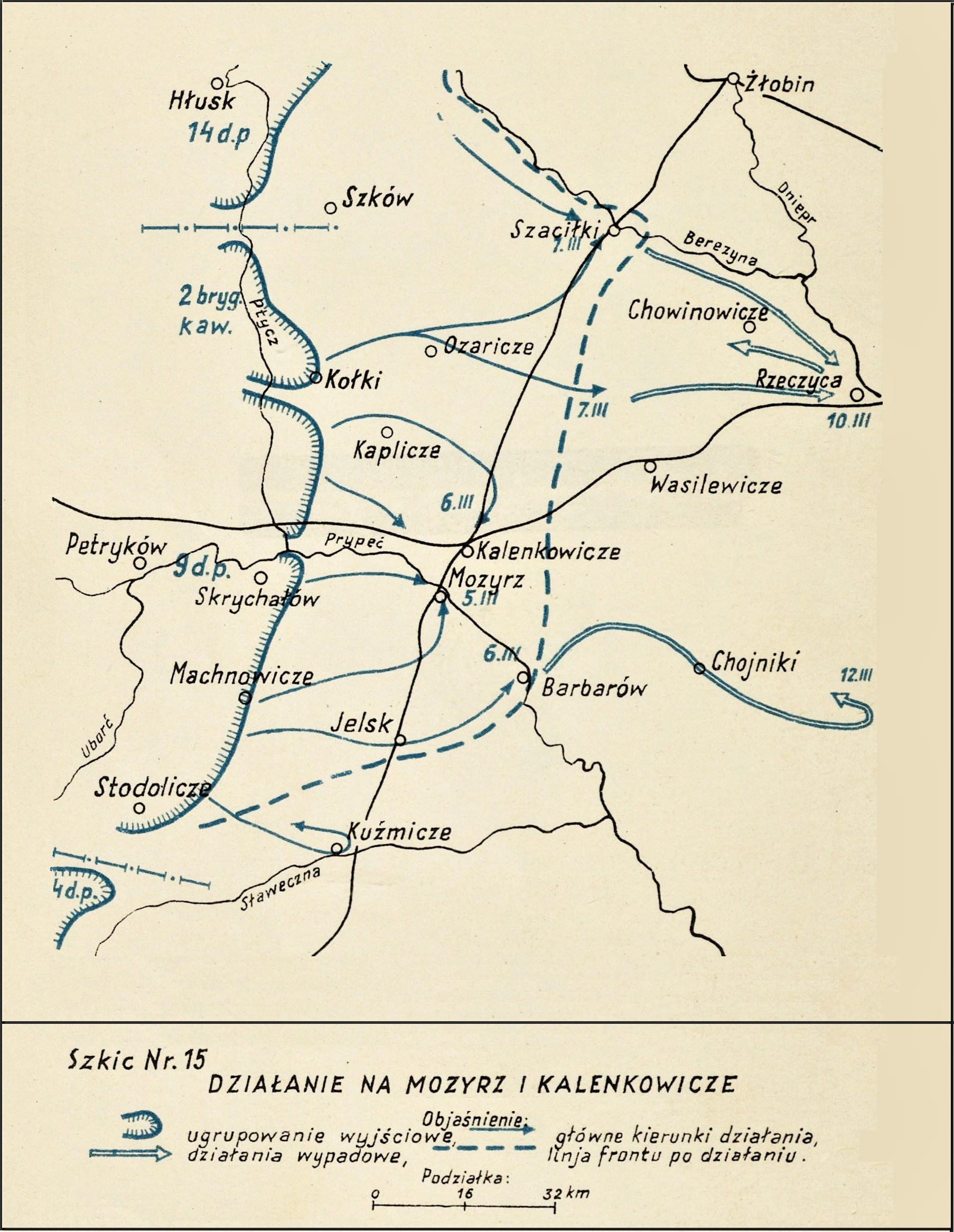
Adam Przybylski,
Wojna Polska 1918–1921

Bój pod Hłybowem – część operacji mozyrskiej; walki polskiego 3 pułku ułanów toczone z sowiecką 170 Brygadą Strzelców w czasie ofensywy wiosennej wojsk polskich w okresie wojny polsko-bolszewickiej.

## Geneza
Zimą 1919/1920 na froncie polsko-sowieckim odnotowywano tylko działania lokalne. Linia frontu była rozciągnięta od środkowej Dźwiny, wzdłuż Berezyny, Uborci, Słuczy, po Dniestr. Zastój w działaniach wojennych obie strony wykorzystywały na przygotowanie się do decydujących rozstrzygnięć militarnych planowanych na wiosnę i lato 1920
Jeszcze jesienią 1919 ówczesny dowódca 9 Dywizji Piechoty płk Władysław Sikorski zaproponował uderzenie na Mozyrz i Kalinkowicze. Do tej koncepcji wrócono na początku roku 1920. Naczelny Wódz Józef Piłsudski wydał 26 lutego 1920 rozkaz skierowany do dowódcy Grupy Poleskiej płk. Władysława Sikorskiego uderzenia na Mozyrz i Kalinkowicze. 

## Walczące wojska
| Jednostka                 | Dowódca                   | Podporządkowanie             |
| Wojsko Polskie            |                           |                              |
| dowództwo Grupy Poleskiej | płk Władysław Sikorski    |                              |
| 2 Brygada Jazdy           |                           | Grupa Poleska                |
| ⇒ dywizjon 3 pułku ułanów | rtm. Czesław Kozierowski  | dywizjon rtm. Kozierowskiego |
| → 1 szwadron              | ppor. Ignacy Kowalczewski | dywizjon rtm. Kozierowskiego |
| → 3 szwadron              | por. Mieczysław Borkowski | dywizjon rtm. Kozierowskiego |
| → szwadron km             | por. Stanisław Szczucki   | dywizjon rtm. Kozierowskiego |
| ⇒ 3/10 pułku ułanów       | rtm. Jerzy Jastrzębski    | 10 pułk ułanów               |
| Armia Czerwona            |                           |                              |
| dowództwo 12 Armii        | Siergiej Mieżeninow       | Front Zachodni               |
| ⇒ 57 Dywizja Strzelców    | F.A. Kuzniecow            | 12 Armia                     |
| → 170 Brygada Strzelców   |                           |                              |
| — 509 pułk strzelców      |                           |                              |
| — 510 pułk strzelców      |                           |                              |

## Walki pod Hłybowem
Po opanowaniu przez Grupę Poleską Mozyrza i Kalenkowicz gen. Władysław  Sikorski nakazał 2 Brygadzie Jazdy rozpoczęcie pościgu. 7 marca, liczący  około 150 ułanów, dywizjon rtm. Czesława Kozierowskiego ścigał rozbity pod Jakimowską Słobodą i Szaciłkami sowiecki 510 pułk strzelców. Rozpoznanie doniosło, że będzie on nocował w rejonie Gorwala, a w następnym dniu sowiecki pułk zamierzał kontynuować odwrót do Rzeczycy. Dowódca dywizjonu postanowił wyprzedzić przeciwnika w marszu i zaatakować jego kolumny od czoła za Gorwalem (Horwalem).
O świcie 8 marca 510 ps opuścił Gorwal. Po drodze dołączyły do niego pododdziały 509 pułku strzelców i oba pułki z dwiema bateriami artylerii podeszły do Gawinowicz, gdzie kwaterować miał sztab macierzystej 170 Brygady Strzelców. Tu napotkały polski 3 szwadron 10 pułku ułanów rtm. Jastrzębskiego, który chwilę wcześniej śmiałą szarżą rozbił sztab 170 BS, biorąc do niewoli między innymi dowódcę i szefa sztabu brygady.
Pozbawione wyższego dowództwa sowieckie pułki nie podjęły walki z nierozpoznanym przeciwnikiem i skierowały się na Hłybów. W tym czasie do wioski od północnego zachodu zbliżał się dywizjon 3 pułku ułanów. Dowódca dywizjonu zdecydował uderzyć w środek maszerującej kolumny. 1 szwadron ppor. Ignacego Kowalczewskiego miał uderzyć w ogon kolumny sił głównych, a 3 szwadron miał kontynuować zadanie główne, wyprzedzić kolumnę i przeciąć jej drogę odwrotu. Walkę z sowiecką szpicą tylną, która jeszcze nie podeszła pod Hłybów (Hybów), podjąć miał pododdział pod dowództwem por. Stanisława Szczuckiego. W skład oddziału osłony weszły dwa plutony 3 szwadronu, jeden pluton 1 szwadronu i dwie obsługi ckm. 
1 szwadron  ruszył w pościg traktem w dwóch grupach. W okolicach wzgórza Holendry pod wsią Norica ułani rozpoczęli szarżę. Artylerzyści sowieccy co prawda odprzodkowali działa, ale nie zdołali oddać salwy i zostali przez polskich kawalerzystów wyrąbani. Sowiecka piechota nie stawiała większego oporu i uciekała w kierunku Rzeczycy. Gdy ułani zaszarżowali piechotę, ta rozpoczęła bezładną przeprawę przez Dniepr. Większość czerwonoarmistów utonęła, a na przeciwległy brzeg dotarła jedynie garstka rozbitków. W tym czasie 3 szwadron rozproszył gromady piechurów pod Rzeczycą. W samym Hłybowie pododdział por. Szczuckiego został zaatakowany przez nadciągającą straż tylną 170 Brygady Strzelców. Podchorąży Józef Wcisłowicz, przy pomocy miejscowej ludności, ściągnął do Hłybowa cztery zdobyte przy baterii artylerii ckm-y, skompletował obsługi, a te silnym ogniem z małej odległości raziły podchodzącego przeciwnika. Wyprowadzony polski kontratak zmusił go do wycofania się w stronę Dniepru.

## Bilans walk
Klęska 170 Brygady Strzelców spowodowała wybuch paniki w Rzeczycy. Jej załoga uciekła na wschodni brzeg Dniepru i dopiero 9 marca, po stwierdzeniu że kawaleria polska wycofała się, wróciła do Rzeczycy. W walkach pod Hłybowem Sowieci stracili kilkudziesięciu poległych i wielu rannych. Część utopiła się w Dnieprze. Polacy zdobyli 8 dział, 9 ckm-ów, 450 karabinów i cały tabor 170 Brygady Strzelców. Do niewoli wzięto około 80 jeńców. Straty własne to jeden ranny.